# Amt Unterspreewald
L'Amt Unterspreewald è una comunità amministrativa del Land tedesco del Brandeburgo.

## Suddivisione
La comunità amministrativa comprende la città di Golßen e i comuni di Bersteland, Drahnsdorf, Kasel-Golzig, Krausnick-Groß Wasserburg, Rietzneuendorf-Staakow, Schlepzig, Schönwald, Steinreich e Unterspreewald.